# Jurva Point
Jurva Point är en udde i Antarktis. Den ligger i Västantarktis. Argentina, Chile och Storbritannien gör anspråk på området.
Terrängen inåt land är platt. Havet är nära Jurva Point åt sydost. Trakten är obefolkad.